# Gordon Hurst
Gordon Hurst (9 tháng 10 năm 1924 - 1980) là một cầu thủ bóng đá người Anh thi đấu ở vị trí tiền vệ cánh ở Football League. Ông chuyển từ Non League Ramsgate Athletic sang Charlton Athletic năm 1946 và thi đấu đến năm 1957 với gần 400 trận. Năm 1958 ông gia nhập Tunbridge Wells United với tư cách cầu thủ-huấn luyện viên cho đến năm 1961.